# Chan-tan
Chan-tan (čínsky pchin-jinem Hándān, znaky 邯郸) je městská prefektura v Čínské lidové republice. Jedná se o nejjižnější prefekturu provincie Che-pej. Celá prefektura má rozlohu 12 052 čtverečních kilometrů a v roce 2020 v ní žilo necelých devět a půl miliónu obyvatel.

## Dějiny
Během Období válčících států byl Chan-tan hlavním městem království Čao. Narodil se zde Čchin Š'-chuang-ti, který sjednotil Čínu a stal se jejím prvním císařem.

## Doprava
Přes Chan-tan vede v severojižním směru železniční trať Peking – Kanton.

## Správní členění
Městská prefektura Chan-tan se člení na osmnáct celků okresní úrovně, a sice pět městských obvodů, jeden městský okres, jeden důlní obvod a jedenáct okresů.
| Chan-šan Cchung-tchaj Fu-sing Fej-siang Jung-nien důlní obvod · Feng-feng okres · Lin-čang okres · Čcheng-an okres · Ta-ming okres · Še okres · Cch’ okres · Čchiou okres · Ťi-ce okres · Kuang-pching okres · Kuan-tchao okres · Wej okres · Čchü-čou městský okres · Wu-an |          |                       |                       |             |                                         |
| Název | Název    | Počet obyvatel (2010) | Počet obyvatel (2020) | Rozloha km² | Hustota zalidnění (obyv. na km²) (2020) |
| český přepis | znaky    | Počet obyvatel (2010) | Počet obyvatel (2020) | Rozloha km² | Hustota zalidnění (obyv. na km²) (2020) |
| Městské obvody |          |                       |                       |             |                                         |
| Cchung-tchaj | 丛台区   | 759 077               | 866 611               | 405         | 2 141                                   |
| Fej-siang | 肥乡区   | 351 690               | 372 265               | 501         | 743                                     |
| Fu-sing | 复兴区   | 306 234               | 367 961               | 257         | 1 433                                   |
| Chan-šan | 邯山区   | 720 537               | 837 419               | 428         | 1 958                                   |
| Jung-nien | 永年区   | 809 446               | 851 227               | 752         | 1 131                                   |
| Důlní obvod |          |                       |                       |             |                                         |
| Feng-feng | 峰峰矿区 | 525 706               | 429 245               | 370         | 1 159                                   |
| Městský okres |          |                       |                       |             |                                         |
| Wu-an | 武安市   | 819 000               | 811 631               | 1 803       | 450                                     |
| Okresy |          |                       |                       |             |                                         |
| Cch’ | 磁县     | 408 166               | 440 728               | 663         | 665                                     |
| Čcheng-an | 成安县   | 377 398               | 401 052               | 479         | 838                                     |
| Čchiou | 邱县     | 227 578               | 210 998               | 444         | 475                                     |
| Čchü-čou | 曲周县   | 427 610               | 463 727               | 676         | 63286                                   |
| Kuang-pching | 广平县   | 268 993               | 264 025               | 321         | 823                                     |
| Kuan-tchao | 馆陶县   | 309 032               | 307 912               | 450         | 684                                     |
| Lin-čang | 临漳县   | 600 600               | 589 003               | 748         | 787                                     |
| Še | 涉县     | 413 057               | 379 559               | 1 498       | 253                                     |
| Ta-ming | 大名县   | 767 035               | 726 396               | 1 055       | 689                                     |
| Ťi-ce | 鸡泽县   | 274 328               | 297 425               | 337         | 883                                     |
| Wej | 魏县     | 809 193               | 796 806               | 864         | 923                                     |
| |          |                       |                       |             |                                         |
| Celkem | Celkem   | 9 174 683             | 9 413 990             | 12 052      | 781                                     |

## Partnerská města
- Dubuque, Iowa, Spojené státy americké (1995)
- Kryvyj Rih, Ukrajina
- Mirjang, Jižní Korea (2004)
- Padova, Itálie (1988)
- Saiki, Japonsko (1994)
- Usť-Ilimsk, Rusko